# Psyroides flavivertex
Psyroides flavivertex là một loài bướm đêm trong họ Geometridae.